# Dietmar Vestweber
Dietmar Vestweber (* 16. März 1956 in Wuppertal) ist ein deutscher Biochemiker und Zellbiologe. Als dessen Gründungsdirektor etablierte er 2001 das Max-Planck-Institut für molekulare Biomedizin in Münster. Er leitet dort die Abteilung „Vaskuläre Zellbiologie“.

## Leben und Wirken
Nach dem Studium der Biochemie an den Universitäten Tübingen und München und am Max-Planck-Institut für Biochemie in Martinsried forschte Vestweber am Max-Planck-Institut für Entwicklungsbiologie in Tübingen. Nach seiner Promotion in Zoologie (1985) wechselte er als Postdoc ans Biozentrum der Universität Basel, wo er sich 1990 in Biochemie habilitierte.
Im Jahr 1990 übernahm Vestweber die Leitung einer Forschungsgruppe am Max-Planck-Institut für Immunbiologie in Freiburg und folgte 1994 dem Ruf auf eine Professur für Zellbiologie der medizinischen Fakultät der Universität Münster am neu eingerichteten Zentrum für Molekularbiologie der Entzündung (ZMBE).
1998 erhielt Dietmar Vestweber den Ruf als Direktor einer Abteilung an das damalige Max-Planck-Institut für physiologische und klinische Forschung in Bad Nauheim, den er 1999 annahm. Nach einer zweijährigen Phase, in der Vestweber an beiden Instituten in Münster und Bad Nauheim tätig war, übernahm er 2001 die Leitung des neu gegründeten Max-Planck-Instituts für molekulare Biomedizin in Münster.

## Forschung
Seine Forschungsarbeit erstreckte sich über drei unterschiedliche Gebiete. Im Verlauf seiner Promotion untersuchte er die molekularen Grundlagen der Zellerkennung und Zell-Zell Adhäsion zwischen Epithelzellen und im Präimplantationsembryo der Maus und führte in der Arbeitsgruppe von Rolf Kemler grundlegende Arbeiten zu E-Cadherin (auch Uvomorulin) durch.
In seiner Zeit als Postdoc in der Gruppe von Gottfried Schatz am Biozentrum erforschte er Mechanismen der Biogenese von Mitochondrien und fand die erste Komponente (heute als TOM40 bezeichnet) der mitochondrialen Transportmaschinerie, die den Eintransport von Proteinen in Mitochondrien vermittelt.
Seit 1990 widmet er sich der Erforschung der Regulation von Entzündungsprozessen. Bei Entzündungsprozessen kommt es zur Einwanderung von Immunzellen (Leukozyten) aus dem Blut in geschädigtes oder infiziertes Gewebe. Vestwebers Arbeitsgruppe untersucht die Mechanismen der Zellerkennung, Zelladhäsion und Zellmigration, die diesen Prozess kontrollieren und vermitteln.
Dabei stehen zurzeit Mechanismen im Vordergrund, die die Barrierefunktion der Blutgefäßwand und des Endothels der Blutgefäße kontrollieren.
Vestwebers etwa 250 Publikationen wurden über 14.000-mal zitiert. Sein Hirsch-Index beträgt 84 (Stand Juli 2017).

## Auszeichnungen
- 1985: Otto-Hahn-Medaille der Max-Planck-Gesellschaft
- 1993: Forschungspreis des Landes Baden-Württemberg
- 1996: Preis der Berlin-Brandenburgischen Akademie der Wissenschaften
- 1996: Preis für Med. Grundlagenforschung der SmithKline Beecham Foundation
- 1998: Gottfried-Wilhelm-Leibniz-Preis
- 1998: Mitglied der Academia Europaea
- 2002: Mitglied der Deutschen Akademie der Naturforscher Leopoldina[6]
- 2009: Mitglied von EMBO